# Risco catastrófico global

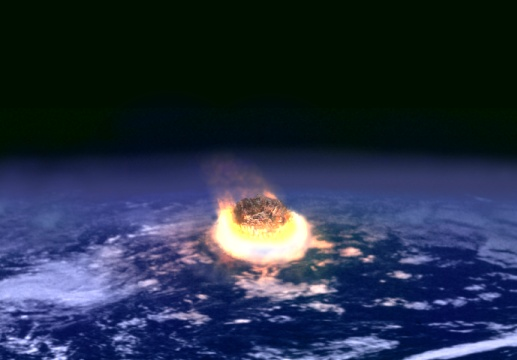
Impressão artística de um grande impacto de asteroide. Um asteroide com força de impacto de um bilhão de bombas atômicas pode ter causado a extinção dos dinossauros.

Um risco catastrófico global é um evento futuro hipotético que pode danificar o bem-estar humano em escala global, inclusive prejudicando ou destruindo a civilização moderna. Um evento que poderia causar a extinção humana ou restringir permanentemente e drasticamente o potencial da humanidade é conhecido como um risco existencial.
Os possíveis riscos catastróficos globais incluem riscos antropogênicos, causados por seres humanos (tecnologia, governança, mudanças climáticas) e riscos não antropogênicos ou externos. Exemplos de riscos tecnológicos são inteligência artificial hostil e biotecnologia ou nanotecnologia destrutiva. Uma governança global insuficiente ou maligna cria riscos no domínio social e político, como uma guerra global, incluindo holocausto nuclear, bioterrorismo usando organismos geneticamente modificados, ciberterrorismo destruindo infraestruturas críticas como a rede elétrica; ou a falha em gerenciar uma pandemia natural. Problemas e riscos no domínio da governança do sistema terrestre incluem aquecimento global, degradação ambiental, incluindo extinção de espécies, fome como resultado de distribuição não equitativa de recursos, superpopulação humana, falhas de safra e agricultura não sustentável.
Exemplos de riscos não antropogênicos são um evento de impacto de asteroide, uma erupção supervulcânica, uma explosão letal de raios gama, uma tempestade geomagnética destruindo equipamentos eletrônicos, mudanças climáticas naturais a longo prazo, vida extraterrestre hostil ou o previsível Sol se transformando em um gigante vermelho estrela engolindo a terra.

## Classificações

Grade de escopo/intensidade do artigo de Bostrom "Prevenção de riscos existenciais como prioridade global"

### Catastrófico global vs. existencial
Um "risco catastrófico global" é qualquer risco que tenha pelo menos um alcance "global" e que não seja subjetivamente "imperceptível" em intensidade. Aqueles que são pelo menos "transgeracionais" (afetando todas as gerações futuras) em escopo e "terminais" em intensidade são classificados como riscos existenciais. Embora um risco catastrófico global possa matar a grande maioria da vida na Terra, a humanidade ainda pode se recuperar potencialmente. Um risco existencial, por outro lado, é aquele que destrói a humanidade (e, presumivelmente, todas, exceto as espécies mais rudimentares de formas de vida não-humanas e/ou plantas), totalmente ou pelo menos impede qualquer chance de recuperação da civilização.
Da mesma forma, em Catastrophe: Risk and Response, Richard Posner destaca e agrupa eventos que provocam "derrocada total ou ruína" em escala global, em vez de "local ou regional". Posner destaca esses eventos como dignos de atenção especial por razões de custo-benefício, porque eles poderiam comprometer direta ou indiretamente a sobrevivência da raça humana como um todo. Os eventos de Posner incluem impactos de meteoros, aquecimento global descontrolado, gosma cinzenta, bioterrorismo e acidentes com aceleradores de partículas.
Os pesquisadores têm dificuldade em estudar diretamente perto da extinção humana, uma vez que a humanidade nunca foi destruída antes. Embora isso não signifique que não será no futuro, dificulta a modelagem de riscos existenciais, devido em parte ao viés de sobrevivência. No entanto, civilizações desapareceram com bastante frequência na história humana.

## Probabilidade
Alguns riscos são devidos a fenômenos que ocorreram no passado da Terra e deixaram um registro geológico. Juntamente com as observações contemporâneas, é possível fazer estimativas informadas da probabilidade de ocorrência desses eventos no futuro. Por exemplo, um evento de impacto de cometa ou asteroide no nível de extinção antes do ano 2100 foi estimado em um em um milhão. Supervulcões são outro exemplo. Existem vários supervulcões conhecidos, incluindo o Monte Toba, que alguns dizem quase exterminou a humanidade no momento de sua última erupção. Os registros geológicos sugerem que esse supervulcão em particular reaparece a cada 50.000 anos.
Sem o benefício de registros geológicos e observação direta, o perigo relativo representado por outras ameaças é muito mais difícil de calcular. Além disso, uma coisa é estimar a probabilidade de um evento ocorrer, outra coisa é avaliar a probabilidade de um evento causar extinção se ocorrer, e o mais difícil de tudo, o risco registrado pelos efeitos sinérgicos de vários eventos. simultaneamente.[carece de fontes?]
Dadas as limitações do cálculo e modelagem comuns, a elicitação de especialistas é frequentemente usada para obter estimativas de probabilidade. Em 2008, uma pesquisa informal de especialistas sobre diferentes riscos catastróficos globais na Conferência Global de Riscos Catastróficos da Universidade de Oxford sugeriu uma chance de 19% de extinção humana até o ano 2100. O relatório da conferência adverte que os resultados devem ser tomados "com um grão de sal", os resultados não pretendiam capturar todos os grandes riscos e não incluíam coisas como as mudanças climáticas, e provavelmente refletem muitos preconceitos cognitivos dos participantes da conferência.
| Risco                                      | Probabilidade estimada para extinção humana antes de 2100 |
| ------------------------------------------ | --------------------------------------------------------- |
| Probabilidade geral                        | 19%                                                       |
| Armas de nanotecnologia molecular          | 5%                                                        |
| IA superinteligente                        | 5%                                                        |
| Todas as guerras (incluindo guerras civis) | 4%                                                        |
| Pandemia projetada                         | 2%                                                        |
| Guerra nuclear                             | 1%                                                        |
| Acidente de nanotecnologia                 | 0.5%                                                      |
| Pandemia natural                           | 0.05%                                                     |
| Terrorismo nuclear                         | 0.03%                                                     |

Origem da tabela: Future of Humanity Institute, 2008.
O relatório anual de 2016 da Global Challenges Foundation estima que um americano médio tem mais de cinco vezes mais chances de morrer durante um evento de extinção humana do que em um acidente de carro.
Existem desafios metodológicos significativos na estimativa desses riscos com precisão. Foi dada muita atenção aos riscos para a civilização humana nos próximos 100 anos, mas a previsão para esse período de tempo é difícil. Os tipos de ameaças colocadas pela natureza têm sido relativamente constantes, embora isso tenha sido contestado e novos riscos possam ser descobertos. Ameaças antropogênicas, no entanto, provavelmente mudarão drasticamente com o desenvolvimento de novas tecnologias; Embora os vulcões tenham sido uma ameaça ao longo da história, as armas nucleares têm sido um problema apenas desde o século XX. Historicamente, a capacidade dos especialistas em prever o futuro nesses prazos se mostrou muito limitada. Ameaças provocadas pelo homem, como guerra nuclear ou nanotecnologia, são mais difíceis de prever do que ameaças naturais, devido às dificuldades metodológicas inerentes às ciências sociais. Em geral, é difícil estimar a magnitude do risco desse ou de outros perigos, principalmente porque as relações internacionais e a tecnologia podem mudar rapidamente.
Os riscos existentes apresentam desafios únicos à previsão, ainda mais do que outros eventos de longo prazo, devido aos efeitos da seleção da observação. Ao contrário da maioria dos eventos, o fracasso de um evento completo de extinção ocorrer no passado não é uma evidência contra sua probabilidade no futuro, porque todo mundo que passou por esse evento de extinção não tem observadores; portanto, independentemente de sua frequência, nenhuma civilização observa. riscos existenciais em sua história. Esses problemas antrópicos podem ser evitados observando evidências que não produzem efeitos de seleção, como crateras de impacto de asteroides na Lua ou avaliando diretamente o provável impacto de novas tecnologias.
Além dos riscos conhecidos e tangíveis, podem ocorrer eventos imprevisíveis de extinção do cisne negro, apresentando um problema metodológico adicional.

## Importância moral do risco existencial
Alguns estudiosos são fortemente favoráveis à redução do risco existencial, alegando que ele beneficia muito as gerações futuras. Derek Parfit argumenta que a extinção seria uma grande perda, porque nossos descendentes poderiam sobreviver por quatro bilhões de anos antes que a expansão do Sol torne a Terra inabitável. Nick Bostrom argumenta que existe um potencial ainda maior na colonização do espaço. Se os futuros seres humanos colonizarem o espaço, eles poderão suportar um número muito grande de pessoas em outros planetas, com duração potencial de trilhões de anos. Portanto, reduzir o risco existencial em até uma pequena quantidade teria um impacto muito significativo no número esperado de pessoas que existirão no futuro.
O desconto exponencial pode tornar esses benefícios futuros muito menos significativos. No entanto, Jason Matheny argumentou que esse desconto é inadequado ao avaliar o valor da redução de risco existencial.
Alguns economistas discutiram a importância dos riscos catastróficos globais, embora não existenciais. Martin Weitzman argumenta que a maioria dos danos econômicos esperados das mudanças climáticas pode vir da pequena chance de que o aquecimento exceda muito as expectativas de médio alcance, resultando em danos catastróficos. Richard Posner argumentou que estamos fazendo muito pouco, em geral, sobre riscos pequenos e difíceis de estimar de catástrofes em larga escala.
Inúmeros desvios cognitivos podem influenciar o julgamento das pessoas sobre a importância dos riscos existenciais, incluindo insensibilidade ao escopo, desconto hiperbólico, heurística de disponibilidade, falácia da conjunção, heurística de afetação e efeito de excesso de confiança.
A insensibilidade do escopo influencia o quão ruim as pessoas consideram a extinção da raça humana. Por exemplo, quando as pessoas são motivadas a doar dinheiro para causas altruístas, a quantidade que estão dispostas a dar não aumenta linearmente com a magnitude da questão: as pessoas ficam tão preocupadas com cerca de 200.000 pássaros que ficam presos no petróleo quanto com 2.000. Da mesma forma, as pessoas geralmente estão mais preocupadas com ameaças a indivíduos do que a grupos maiores.
Existem razões econômicas que podem explicar por que tão pouco esforço está sendo gasto na redução de riscos existenciais. É um bem global; portanto, mesmo que uma nação grande o diminua, essa nação terá apenas uma pequena fração do benefício de fazê-lo. Além disso, a grande maioria dos benefícios pode ser desfrutada por gerações futuras muito distintas, e embora esses quatrilhões de pessoas futuras estariam, em teoria, talvez dispostos a pagar quantias massivas pela redução existencial de riscos, não existe mecanismo para essa transação.

#### Guerra e destruição em massa

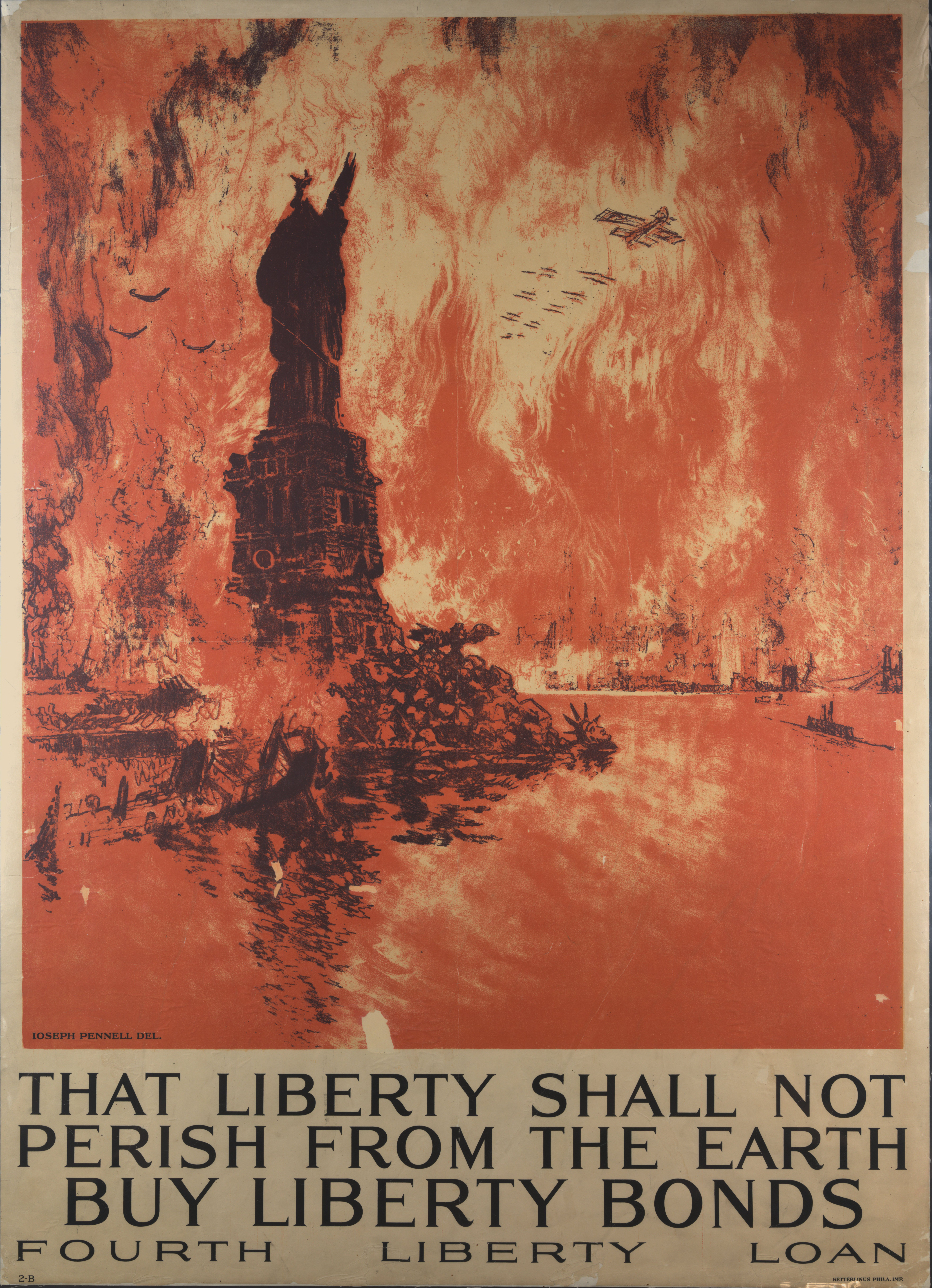
O pôster Liberty Bond de Joseph Pennell de 1918 evoca a imagem pictórica de uma Nova Iorque invadida e em chamas.